# Jaguar E-Pace
Le Jaguar E-Pace est un SUV compact sportif produit par le constructeur automobile britannique Jaguar de 2017 à 2024. Présenté le 13 juillet 2017 à Londres, il s'agit du second SUV de la gamme Jaguar après le F-Pace, et avant le I-Pace électrique de 2018.

## Présentation
Le Jaguar E-Pace est le petit frère du Jaguar F-Pace. Sa présentation intervient 22 mois après celle de son aîné au Salon de l'automobile de Francfort en 2015.
Pour sa première présentation à Londres, la nouvelle Jaguar E-Pace fait le show. Elle entre dans le Guinness World Records en effectuant la première vrille à 270° réalisée par une voiture de série.
Le SUV est assemblé chez Magna Steyr à Graz, en Autriche. Dès 2018, il sera également produit en Chine dans l'usine Jaguar Land Rover de Changshu.

### Phase 2

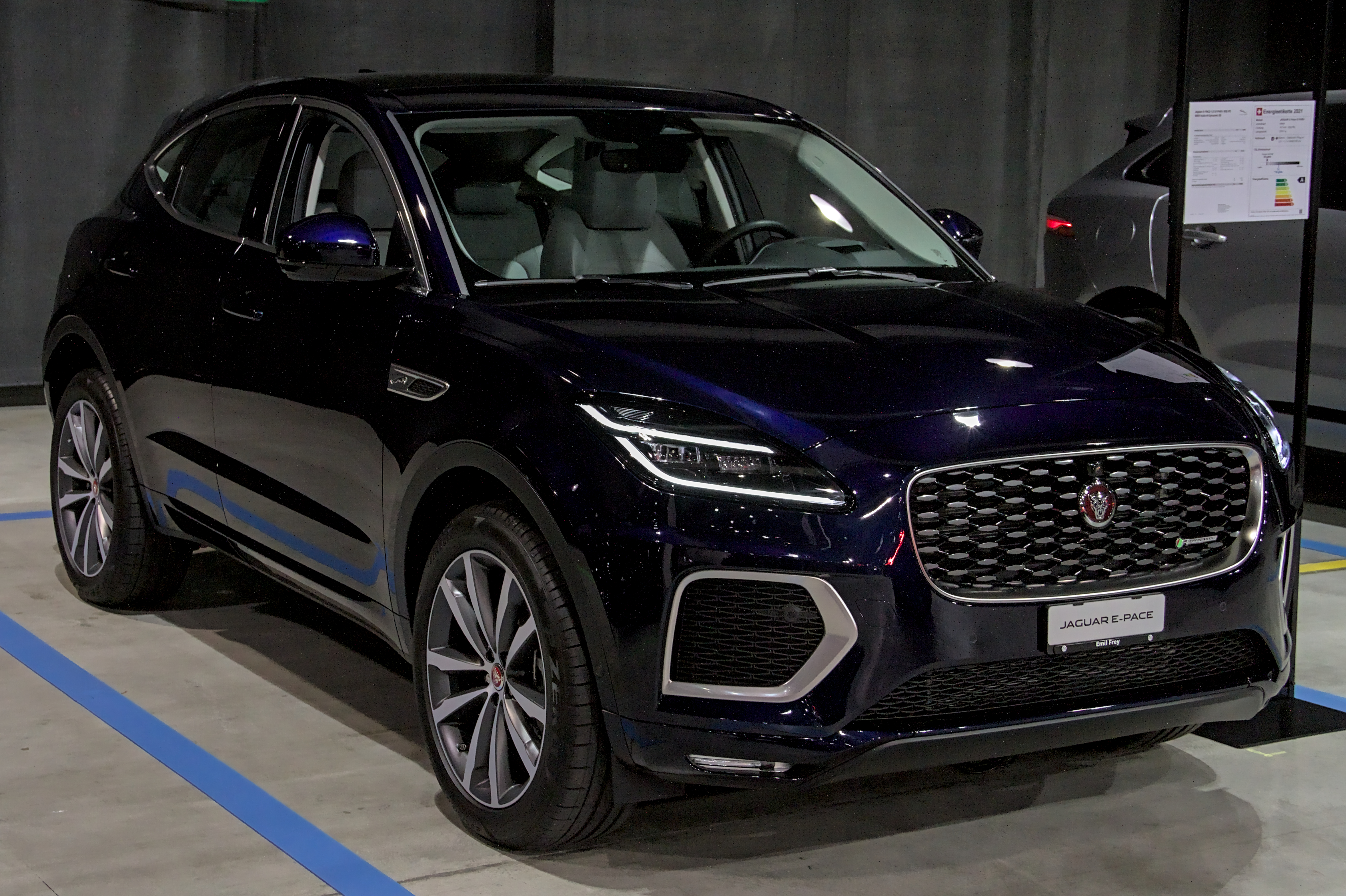
Jaguar E-Pace P300e.

L'E-Pace est légèrement restylé en octobre 2020 et reçoit une motorisation hybride rechargeable ainsi qu'une version Flexfuel (E85). Les projecteurs avant sont modifiés avec une nouvelle signature lumineuse à LED comportant deux « J » superposés.

## Caractéristiques techniques
Doté d'une transmission aux roues avant ou d'une transmission intégrale, il est défini comme un SUV compact sportif par la marque anglaise, de 4,39 m et 5 places. Il est commercialisé à partir du mois d'octobre 2017. Il reprend la plateforme de la seconde génération de Range Rover Evoque.

### Motorisations
Le Jaguar E-Pace est motorisé uniquement par des 4 cylindres Ingenium en aluminium 2 litres turbo, en essence comme en diesel, avec des puissances de 150 à 300 ch. Seule la version diesel de 150 ch est disponible en traction, les autres étant des quatre roues motrices, et toutes les versions sont équipées du Stop & Start. L'E-Pace est proposé avec deux boîtes de vitesses, une automatique ZF 9 rapports et une manuelle 6 rapports.

#### Phase 1
|                            | P200 2.0                      | P250 2.0                      | P300 2.0                      | D150 2.0                   | D150 2.0                   | D150 2.0                      | D180 2.0                   | D180 2.0                      | D240 2.0                      |
| -------------------------- | ----------------------------- | ----------------------------- | ----------------------------- | -------------------------- | -------------------------- | ----------------------------- | -------------------------- | ----------------------------- | ----------------------------- |
| Moteur                     | 4-cylindres en ligne          | 4-cylindres en ligne          | 4-cylindres en ligne          | 4-cylindres en ligne       | 4-cylindres en ligne       | 4-cylindres en ligne          | 4-cylindres en ligne       | 4-cylindres en ligne          | 4-cylindres en ligne          |
| Admission                  | Turbocompressé                | Turbocompressé                | Turbocompressé                | Turbocompressé             | Turbocompressé             | Turbocompressé                | Turbocompressé             | Turbocompressé                | Turbocompressé                |
| Cylindrée (cm3)            | 1 997                         | 1 997                         | 1 997                         | 1 999                      | 1 999                      | 1 999                         | 1 999                      | 1 999                         | 1 999                         |
| Puissance maximale ch (kW) | 200 (147)                     | 249 (183)                     | 300 (221)                     | 150 (110)                  | 150 (110)                  | 150 (110)                     | 180 (132)                  | 180 (132)                     | 240 (177)                     |
| au régime de (tr/min)      | 5 500                         | 5 500                         | 5 500                         | 3 500                      | 3 500                      | 3 500                         | 4 000                      | 4 000                         | 4 000                         |
| Couple maximal (N m)       | 340                           | 365                           | 400                           | 380                        | 380                        | 380                           | 430                        | 430                           | 500                           |
| au régime de (tr/min)      | 1 250                         | 1 200 à 4 500                 | 1 500 à 4 500                 | 1 750                      | 1 750                      | 1 750                         | 1 750                      | 1 750                         | 1 500                         |
| Boîte de vitesses          | Automatique 9 rapports (BVA9) | Automatique 9 rapports (BVA9) | Automatique 9 rapports (BVA9) | Manuelle 6 rapports (BVM6) | Manuelle 6 rapports (BVM6) | Automatique 9 rapports (BVA9) | Manuelle 6 rapports (BVM6) | Automatique 9 rapports (BVA9) | Automatique 9 rapports (BVA9) |
| Transmission               | Quatre roues motrices         | Quatre roues motrices         | Quatre roues motrices         | Traction                   | Quatre roues motrices      | Quatre roues motrices         | Quatre roues motrices      | Quatre roues motrices         | Quatre roues motrices         |
| Vitesse maximale (km/h)    | 216                           | 230                           | 243                           | 199                        | 194                        | 193                           | 207                        | 205                           | 224                           |
| 0-100 km/h (s)             | 8,2                           | 7,0                           | 6,4                           | 10,1                       | 10,7                       | 10,5                          | 9,9                        | 9,3                           | 7,4                           |
| Consommation (L/100 km)    |                               | 9,5/6,6/7,7                   | 9,7/7,0/8,0                   | 5,6/4,2/4,7                | 6,0/4,8/5,2                | 6,5/5,1/5,6                   | 6,0/4,8/5,2                | 6,5/5,1/5,6                   | 7,2/5,5/6,2                   |
| Émissions de CO2 (g/km)    |                               | 174                           | 181                           | 124                        | 137                        | 147                           | 137                        | 147                           | 162                           |
| Masse à vide (kg)          | 1 832                         | 1 832                         | 1 894                         | 1 775                      | 1 831                      | 1 843                         | 1 831                      | 1 843                         | 1 926                         |
| Capacité du réservoir (L)  | 68,5                          | 68,5                          | 68,5                          | 55,7                       | 55,7                       | 55,7                          | 55,7                       | 55,7                          | 55,7                          |
| Norme environnementale     | Euro 6                        | Euro 6                        | Euro 6                        | Euro 6                     | Euro 6                     | Euro 6                        | Euro 6                     | Euro 6                        | Euro 6                        |

#### Phase 2
| données constructeur (2020)                                             | P200 2.0 Flexfuel MHEV        | P250 2.0 MHEV                 | P300 2.0                      | P300e 1.5 PHEV                | D165 2.0                   | D165 2.0                      | D200 2.0 MHEV                 |
| ----------------------------------------------------------------------- | ----------------------------- | ----------------------------- | ----------------------------- | ----------------------------- | -------------------------- | ----------------------------- | ----------------------------- |
| Moteur                                                                  | 4-cylindres en ligne          | 4-cylindres en ligne          | 4-cylindres en ligne          | 4-cylindres en ligne          | 4-cylindres en ligne       | 4-cylindres en ligne          | 4-cylindres en ligne          |
| Admission                                                               | Turbocompressé                | Turbocompressé                | Turbocompressé                | Turbocompressé                | Turbocompressé             | Turbocompressé                | Turbocompressé                |
| Cylindrée (cm3)                                                         | 1 997,34                      | 1 997,34                      | 1 997,34                      | 1 498                         | 1 999                      | 1 999                         | 1 999                         |
| Puissance maximale ch (kW)                                              | 200 (147)                     | 249 (183)                     | 300 (221)                     | 309 (227)                     | 163 (120)                  | 163 (120)                     | 204 (150)                     |
| au régime de (tr/min)                                                   | 5 500                         | 5 500                         | 5 500                         | 5 500                         | 3 750                      | 3 750                         | 3 750                         |
| Couple maximal (N m)                                                    | 320                           | 365                           | 400                           | 540                           | 380                        | 380                           | 430                           |
| au régime de (tr/min)                                                   | 1 200 à 4 000                 | 1 300 à 4 500                 | 1 500 à 4 500                 | 1 600 à 4 500                 | 1 500 à 2 500              | 1 500 à 2 500                 | 1 750 à 2 500                 |
| Boîte de vitesses                                                       | Automatique 9 rapports (BVA9) | Automatique 8 rapports (BVA8) | Automatique 8 rapports (BVA8) | Automatique 8 rapports (BVA8) | Manuelle 6 rapports (BVM6) | Automatique 9 rapports (BVA9) | Automatique 8 rapports (BVA8) |
| Transmission                                                            | Quatre roues motrices         | Quatre roues motrices         | Quatre roues motrices         | Quatre roues motrices         | Traction                   | Quatre roues motrices         | Quatre roues motrices         |
| Vitesse maximale (km/h)                                                 | 212                           | 229                           | 241                           | 216                           | 206                        | 200                           | 211                           |
| 0-100 km/h (s)                                                          | 8,5                           | 7,5                           | 6,9                           | 6,5                           | 10                         | 9,8                           | 8,4                           |
| Consommation (WLTP) (L/100 km) (basse/moyenne/élevée/très élevée/mixte) | 11,9/8,8/7,6/8,9/8,9          | 11,9/8,8/7,6/8,9/8,9          | 12,1/9,1/7,6/9,1/9,0          | / / / /2,0                    | 7,6/6,0/5,2/6,2/6,0        | 7,3/6,5/5,6/6,7/6,4           | 7,4/6,6/5,6/6,7/6,4           |
| Émissions de CO2 (WLTP) (g/km) (basse/moyenne/élevée/très élevée/mixte) | 268/197/171/200/200           | 269/198/171/201/200           | 273/205/172/204/204           | / / / /44                     | 198/157/137/161/158        | 191/171/146/175/167           | 193/173/147/176/169           |
| Masse à vide (kg)                                                       | 1 847                         | 1 889                         | 1 952                         | 2 173                         | 1 809                      | 1 916                         | 1 952                         |
| Capacité du réservoir (L)                                               | 67                            | 67                            | 67                            | 67                            | 65                         | 65                            | 65                            |
| Norme environnementale                                                  | Euro 6                        | Euro 6                        | Euro 6                        | Euro 6                        | Euro 6                     | Euro 6                        | Euro 6                        |

## Finitions

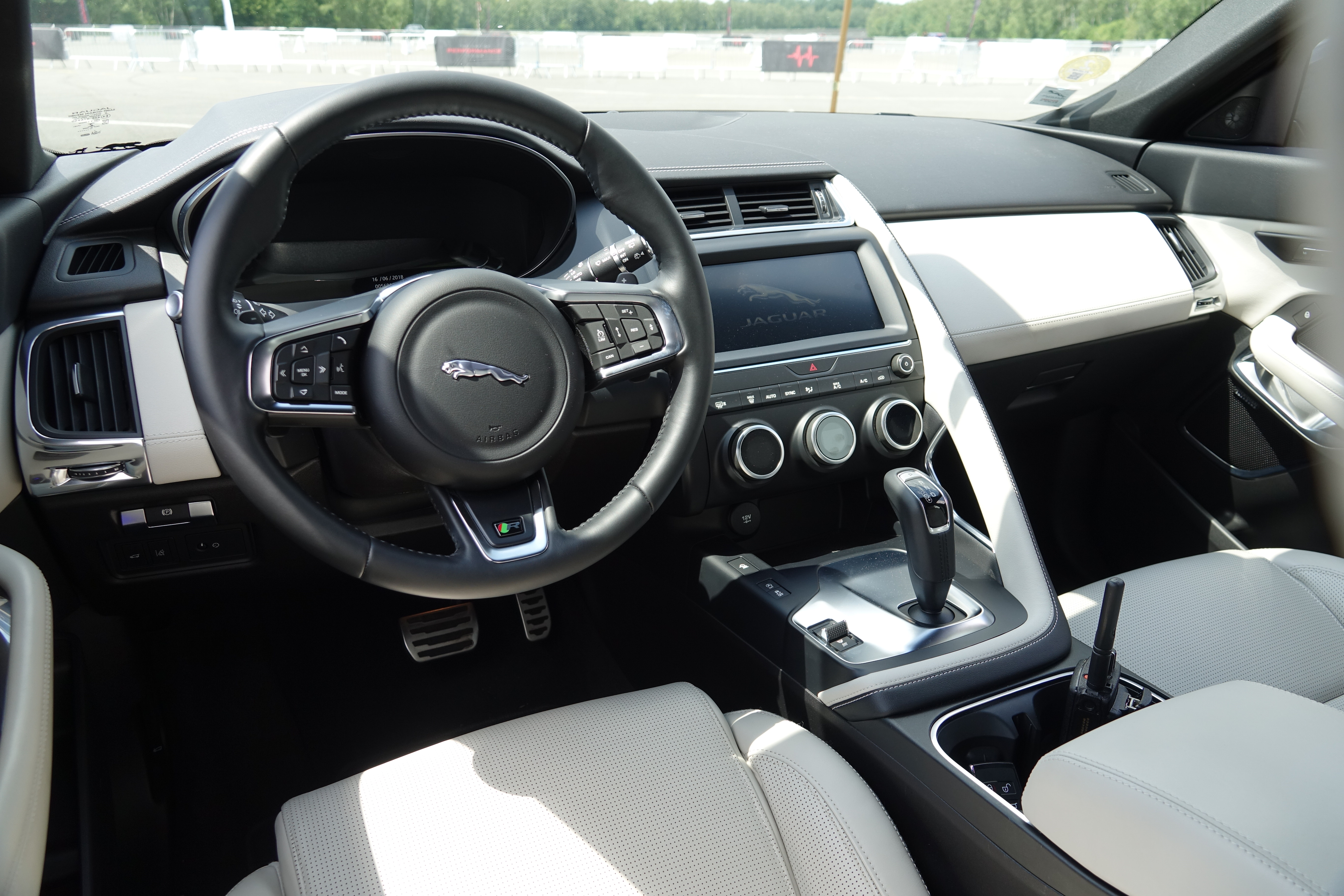
Planche de bord de la Jaguar E-Pace.

Deux versions distinctes sont disponibles : l'E-Pace "standard" et la version R-Dynamic avec un kit carrosserie et des équipements sportifs.
Voici la liste des finitions disponibles pour l'E-Pace "standard" :
- E-Pace
- E-Pace S
- E-Pace SE
- 300 Sport (jusqu'en 2021, uniquement avec le 4 cylindres 2,0 L essence 300 ch[6])

Voici la liste des finitions disponibles pour l'E-Pace R-Dynamic :
- E-Pace R-Dynamic S
- E-Pace R-Dynamic SE
- E-Pace R-Dynamic HSE

### Séries spéciales
- E-Pace Première Édition : disponible uniquement la première année de commercialisation, la Première Édition se pare d'une peinture Caldera Red et de jantes alliage 20 pouces à 6 branches.
- E-Pace R-Dynamic Black Edition (2021-2022) : R-Dynamic S + éléments en noir brillant, vitres arrière fumées, toit panoramique, jantes 19 pouces, étriers de frein rouges[11].